# Liste des gares de la Charente-Maritime
La liste des gares de la Charente-Maritime, est une liste des gares ferroviaires, haltes ou arrêts, situées dans le département de la Charente-Maritime, en région Nouvelle-Aquitaine.
Liste actuellement non exhaustive.

## Gares ferroviaires des lignes du réseau national

### Gares ouvertes au trafic voyageurs
- Gare d'Aigrefeuille - Le Thou
- Gare d'Angoulins-sur-Mer
- Gare d'Aytré-Plage
- Gare de Beillant
- Gare de Bords
- Gare de Bussac
- Gare de Châtelaillon
- Gare de La Jarrie
- Gare de Jonzac
- Gare de Loulay
- Gare de Montendre
- Gare de Pons
- Gare de Rochefort

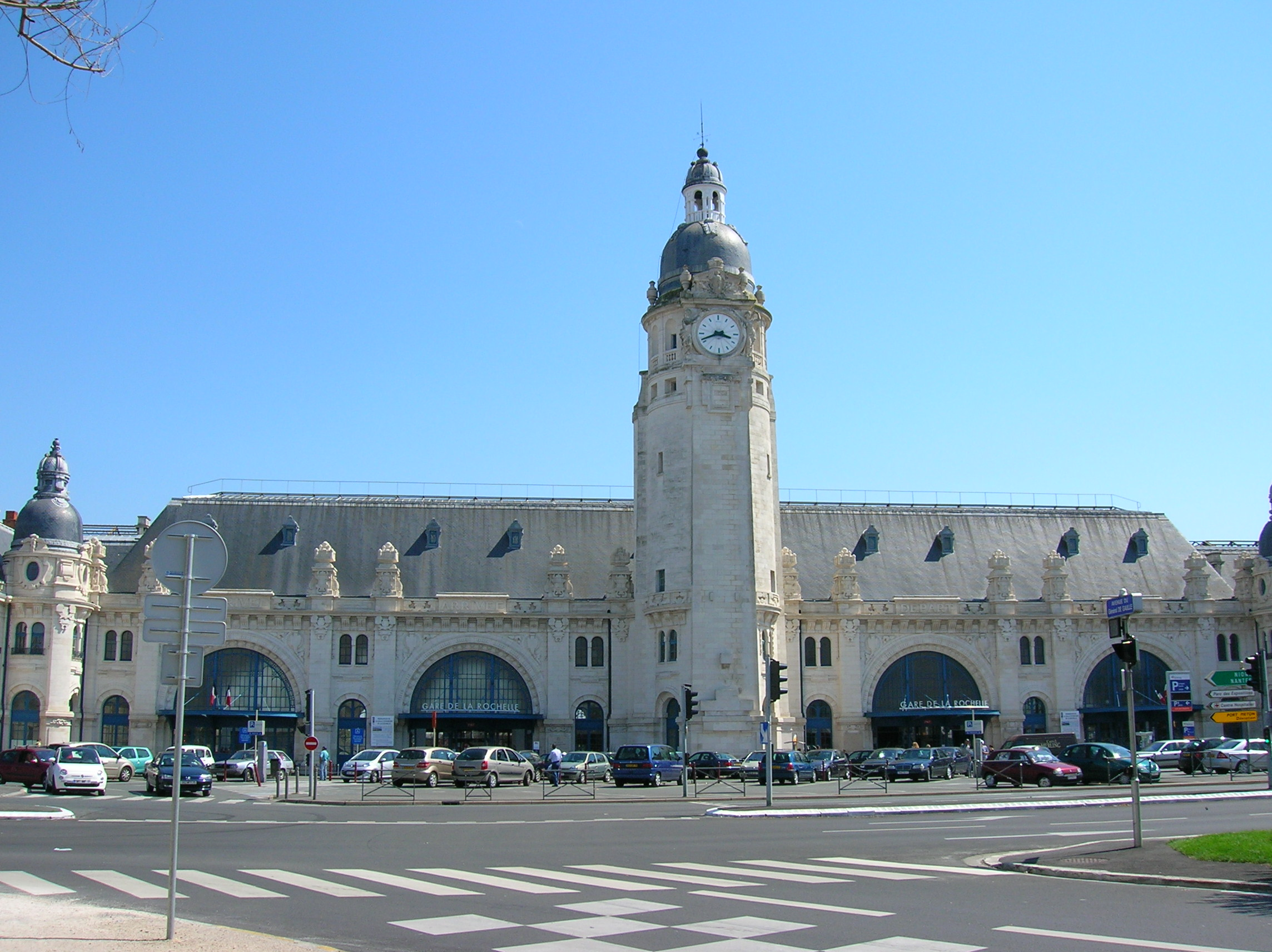
La gare de La Rochelle-Ville.

- Gare de La Rochelle-Porte-Dauphine
- Gare de La Rochelle-Ville
- Gare de Royan
- Gare de Saint-Aigulin - La Roche-Chalais
- Gare de Saint-Hilaire - Brizambourg
- Gare de Saint-Laurent - Fouras
- Gare de Saint-Jean-d'Angély
- Gare de Saint-Savinien-sur-Charente
- Gare de Saintes
- Gare de Saujon
- Gare de Surgères
- Gare de Tonnay-Charente
- Gare de Villeneuve-la-Comtesse

### Gares fermées au trafic voyageurs: situées sur une ligne en service

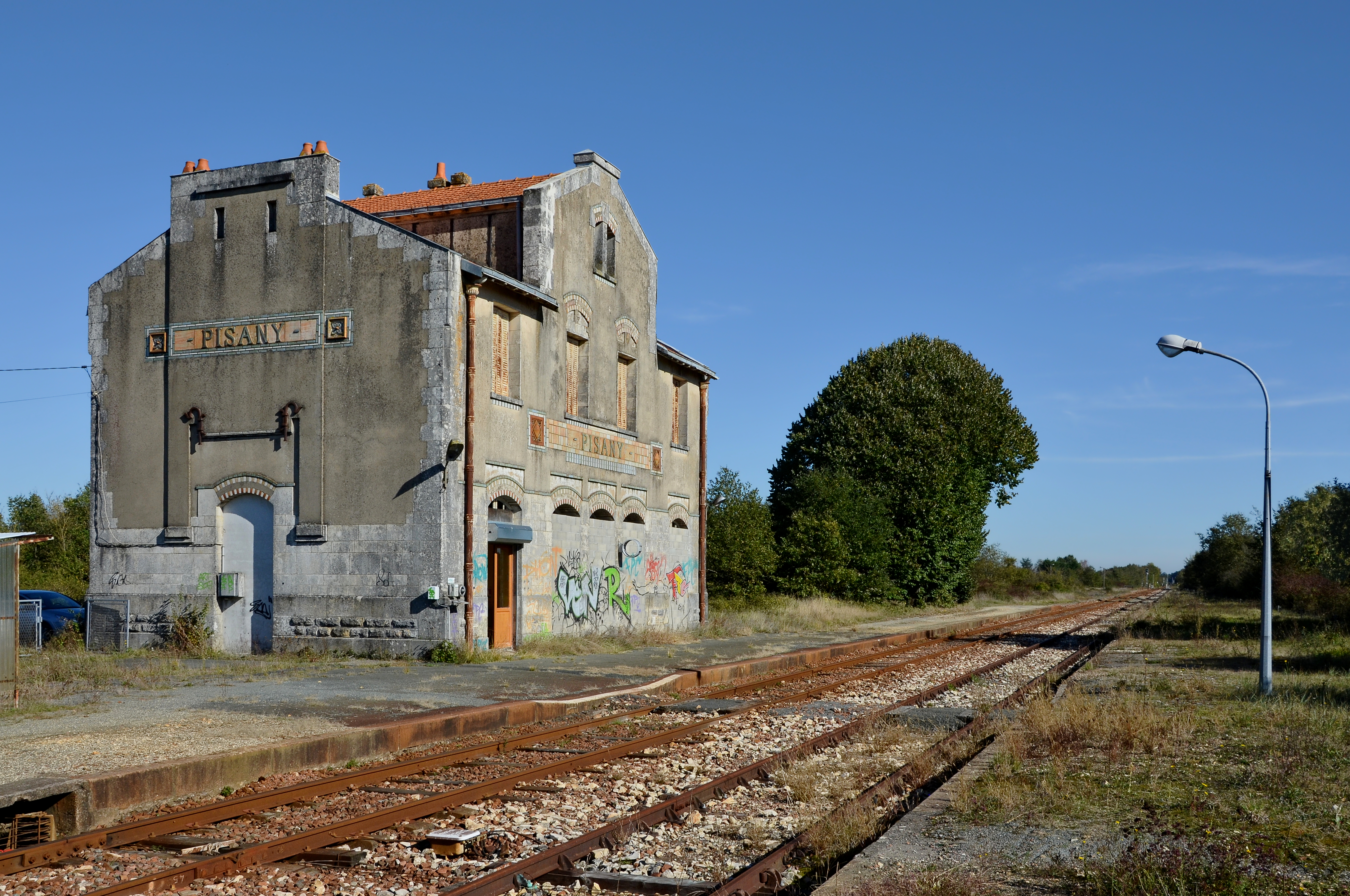
Gare de Pisany.

- Gare d'Asnières-la-Giraud
- Gare d'Aytré
- Gare de Clion-sur-Seugne
- Gare du Douhet - Écoyeux
- Gare de Fontaines-d'Ozillac
- Gare de Marans
- Gare de Mouillepied
- Gare de Saint-Denis-du-Pin
- Gare de Taillebourg
- Gare de Vergné
- Gare d'Andilly - Saint-Ouen
- Gare de Chaniers
- Gare de Dompierre-sur-Mer
- Gare de Fléac-sur-Seugne
- Gare de Fontcouverte
- Gare de l'Hopiteau-sur-Charente
- Gare de La Rochelle-Pallice
- Gare du Marouillet
- Gare de Montils-Colombiers
- Gare de Mosnac-sur-Seugne
- Gare de Moulin-de-la-Laigne
- Gare du Pontreau
- Gare de Tugéras-Chartuzac
- Gare de Pisany
- Gare de Rompsay
- Gare de Saint-Seurin - Lijardière
- Gare de Saint-Romain-de-Benet
- Gare de Varzay

### Gares fermées au trafic voyageurs: situées sur une ligne fermée

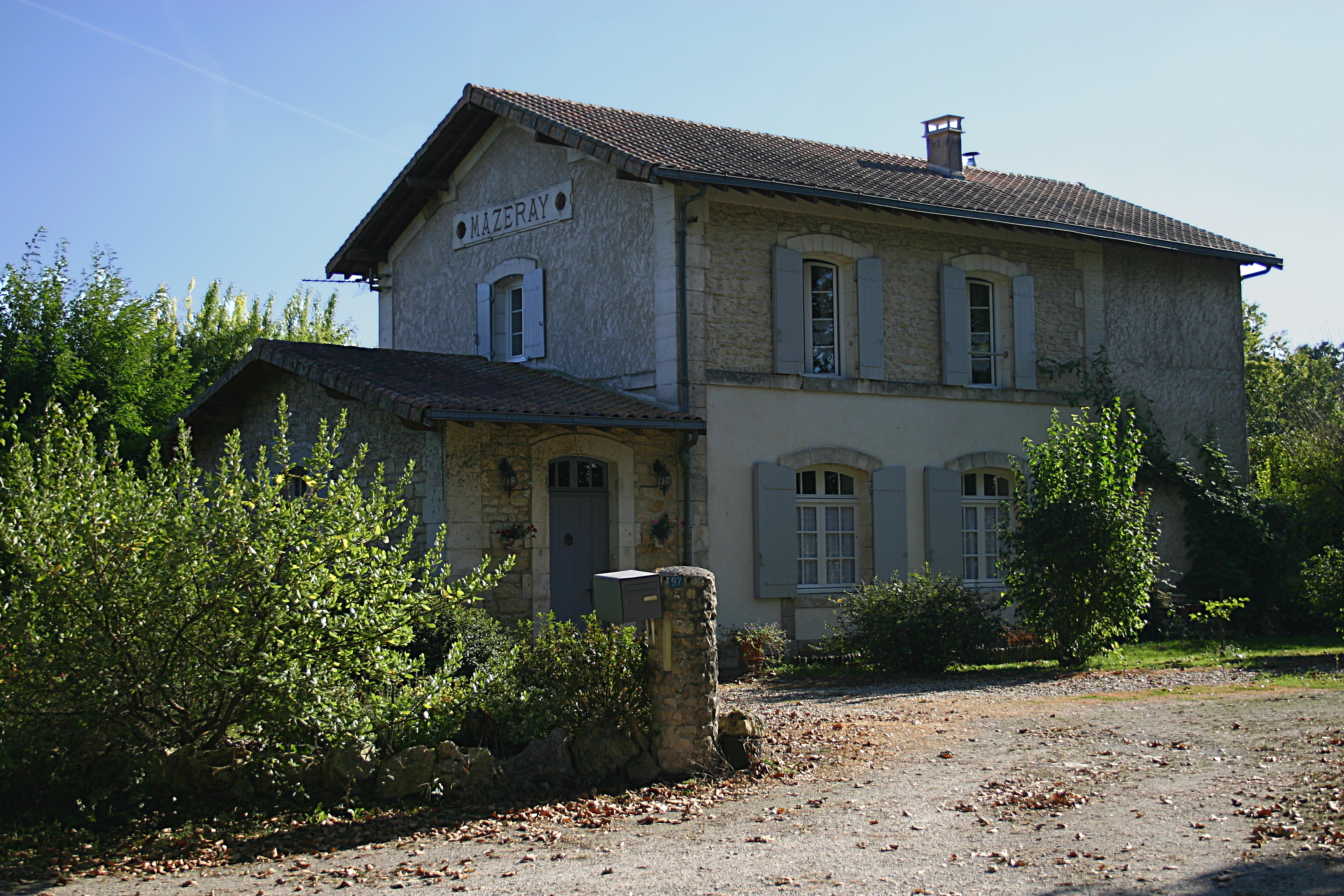
Gare de Mazeray

#### Gares fermées
- Gare de Bourcefranc
- Gare de Cabariot
- Gare du Chapus
- Gare de Grandjean
- Gare de Marennes
- Gare de Mazeray
- Gare de Trizay-Monthérault
- Gare de Saint-Agnant-les-Marais
- Gare de Saint-Hippolyte-la-Vallée
- Gare de Saint-Just-Luzac

#### Gares fermées actives pour un vélo-rail
- Gare de Cozes
- Gare de Gémozac
- Gare de Jazennes - Tanzac
- Gare de Saint-André-de-Lidon
- Gare de la Traverserie

## Voie étroite

### Gares ouvertes uniquement à un trafic touristique
- Petit train de Saint-Trojan

### Gares fermées au trafic voyageurs situées sur une ligne fermée
Ces gares sont les anciennes haltes des réseaux métriques locaux (Chemins de fer départementaux de la Charente et Chemins de fer économiques des Charentes).

## Grandes gares de correspondance en Charente-Maritime
- Gare de La Rochelle-Ville
- Gare de Saintes

## Les lignes ferroviaires
- Ligne de Beillant à Angoulême
- Ligne de Cabariot au Chapus (fermée)
- Ligne de Chartres à Bordeaux-Saint-Jean
- Ligne de La Rochelle-Ville à La Rochelle-Pallice
- Ligne de Nantes-Orléans à Saintes
- Ligne de Saint-Benoît à La Rochelle-Ville
- Ligne de Saintes à Royan

## Les anciennes compagnies ferroviaires
- Compagnie des chemins de fer des Charentes
- Compagnie du chemin de fer de Paris à Orléans (PO)
- Administration des chemins de fer de l'État (État)
- Chemins de fer économiques des Charentes
- CFD Réseau des Charentes et Deux-Sèvres